# Hans Petter Moland
Hans Petter Moland (ur. 17 października 1955 w Oslo) – norweski reżyser i scenarzysta filmowy. Tworzy również filmy reklamowe.
Jego debiutem reżyserskim był Drugi porucznik (1993). Przy kolejnym filmie, Zero stopni w skali Kelvina (1995), po raz pierwszy współpracował z aktorem Stellanem Skarsgårdem, z którym nakręcił później wiele wspólnych obrazów: Aberdeen (2000), Pewien dżentelmen (2010) czy Obywatel roku (2014). Ten ostatni film doczekał się anglojęzycznego remake'u również w reżyserii Molanda - był to Przykładny obywatel (2019) z Liamem Neesonem w roli głównej. 
Jego filmy często goszczą w konkursie głównym na MFF w Berlinie, gdzie pokazał jak dotychczas cztery tytuły.